# Lustre (mineralogia)
Brilho ou lustre é um termo que descreve o modo como a luz é reflectida pela superfície de um mineral, ou qualquer outra superfície polida.
A reflectividade de uma substância é dada pela razão entre a quantidade de luz reflectida e a quantidade de luz incidente. Em geral, o brilho é proporcional ao índice de refracção, mas em larga medida independente da cor.
De um modo geral consideram-se três grupos principais de brilho:
- brilho metálico:  caracterizado por uma grande reflectividade da superfície (0,4 a 0,6) e por um elevado grau de absorção de luz no volume do mineral. O índice de refracção é maior ou igual a 3. Minerais opacos: metais nativos, sulfuretos e sulfossais e alguns óxidos metálicos.
- brilho submetálico: é o brilho característico de certas espécies minerais que não reflectem a totalidade da luz incidente e em que o índice de refracção se situa entre 2,6 e 3. Exemplos: cuprite, cinábrio, hematite.
- brilho não metálico: característico dos minerais transparentes. É subdividido em vários:
  - adamantino: é o brilho típico do diamante e de minerais com índice de refracção entre 1,9 e 2,6 e reflectividade entre 0,1 e 0,2. Exemplos: cassiterite, esfalerite, enxofre, diamante, zircão e rútilo. Quando acompanhado de cores amareladas ou acastanhadas fala-se de brilho resinoso.
  - vítreo, brilho típico do vidro e de minerais com índice de refracção entre 1,3 e 1,9. Cerca de 70% dos minerais apresentam este tipo de brilho, incluindo quase todos os silicatos, carbonatos, fosfatos, sulfatos, halóides, óxidos e hidróxidos de catiões leves, como o alumínio e magnésio.
  - ceroso, como no jade;
  - gorduroso, como na halite;
  - nacarado: como nas pérolas; muitas vezes os minerais com brilho nacarado apresentam iridescência. Exemplo: micas.
  - sedoso: resultado de uma estrutura fina e fibrosa. Exemplo: gipsita,etc.

## Termos comuns

### Brilho adamantino

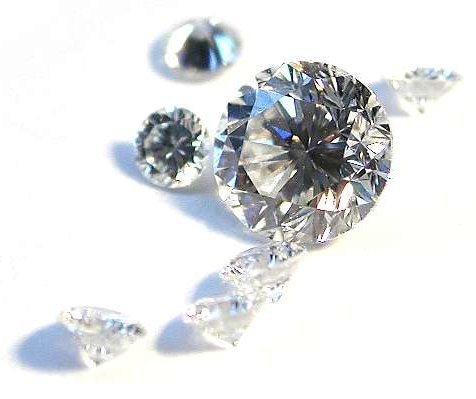
corte de diamantes.

Adamantine minerais possuem um brilho superlativo, que é mais notavelmente visto em diamante. Esses minerais são transparentes ou translúcidos e têm um alto índice de refração (de 1,9 ou mais).  Minerais com um verdadeiro brilho adamantino são incomuns, com exemplos sendo cerussita e zircônia cúbica.
Minerais com um grau menor (mas ainda relativamente alto) de brilho são chamados de subadamantina, com alguns exemplos sendo granada e corindo.